# قسم ميربغ الجنوبي الريفي (مقاطعة دلفان)
قسم ميربغ الجنوبي الريفي (بالفارسية: دهستان میریگ جنوبی) هي منطقة ريفية تقع في قسم في إيران. يقدر عدد سكانها بـ 6,636 نسمة .